# Sukaraja (Pajar Bulan)
Sukaraja is een bestuurslaag in het regentschap Lahat van de provincie Zuid-Sumatra, Indonesië. Sukaraja telt 865 inwoners (volkstelling 2010).